# Javerdat
Javerdat is een gemeente in het Franse departement Haute-Vienne (regio Nouvelle-Aquitaine) en telt 523 inwoners (1999). De plaats maakt deel uit van het arrondissement Rochechouart.

## Geografie
De oppervlakte van Javerdat bedraagt 25,1 km², de bevolkingsdichtheid is 20,8 inwoners per km².
De onderstaande kaart toont de ligging van Javerdat met de belangrijkste infrastructuur en aangrenzende gemeenten.

## Demografie
Onderstaande figuur toont het verloop van het inwonertal (bron: INSEE-tellingen).